# ديفيد أ. باورز
ديفيد أ. باورز هو محامي وسياسي أمريكي، ولد في 11 مايو 1952 في كورتلاند في الولايات المتحدة. نشط حزبياً في الحزب الديمقراطي.

## وصلات خارجية
- الموقع الرسمي